# 문학상
문학상(文學賞)은 훌륭한 문학작품에 대해서 수여하는 상이다. 목적이나 대상은 상에 따라서 각각 다르다. 세계적으로 노벨 문학상(1901)이 최대의 문학상으로, 헤르만 헤세, 지드, 엘리엇, 포크너, 카뮈, 오닐 등이 수상하였다. 그 밖의 문학상으로 공쿠르의 유지(遺志)에 따라서 설립된 공쿠르상(1903), 다음해 그 자극을 받아 생긴 페미나상(여성의 심사에 의하여), 미국 시민을 대상으로 하는 퓰리처상, 프랑스의 아카데미 문학대상 · 안테라리에상 · 비평가상 등이 저명하다.

## 국제 문학상
- 노벨 문학상

## 대한민국의 문학상
| 이름               | 첫시상 | 주관                               | 대상                       | 목적 |
| ------------------ | ------ | ---------------------------------- | -------------------------- | --- |
| 공초문학상         | 1993년 | 공초숭모회                         | 등단 20년 이상인 시인의 시 | 공초 오상순 시인의 문학정신을 기념. |
| 김달진문학상       | 1990년 | 김달진문학상운영위원회             | 시 평론                    | 김달진 시인의 문학정신을 기념 |
| 김수영 문학상      | 1981년 | 민음사                             | 시인                       | 김수영 시인의 문학정신을 기념 |
| 김유정문학상       | 2007년 | 김유정기념사업회                   | 단편소설                   | 김유정 소설가의 문학정신을 기념 |
| 김포문학상         | 2002년 | 한국문인협회 김포지부              | 시, 단편소설, 수필         | 지역문화의 창달과 한국문학의 세계화에 이바지하기 위해 제정                                                                                            |
| 노작문학상         | 2001년 | 노작문학상운영위원회               | 시인                       | 노작 홍사용 시인의 문학정신을 기념 |
| 대산문학상         | 1993년 | 대산문화재단                       | 시, 소설, 희곡, 평론, 번역 | 창작문화 창달과 한국문학의 세계화에 기여 |
| 동인 문학상        | 1956년 | 조선일보사                         | 소설가                     | 김동인의 문학적 업적을 기념 |
| 만해문학상         | 1974년 | 창작과 비평사                      | 문학작품                   | 시인이자 독립운동가 만해 한용운을 기념 |
| 미당문학상         | 2001년 | 중앙일보                           | 시                         | 미당 서정주의 문학적 업적을 기념 |
| 박용래 문학상      | 1999년 | 대전일보                           | 시인                       | 박용래 시인의 문학정신을 기념, 2005년 이후 중단 |
| 박인환문학상       | 2000년 | 시현실                             | 시                         | 박인환 시인의 문학정신을 기념하여 뛰어난 시 작품을 선정하여 시상                                                                                      |
| 백석문학상         | 1999년 | 백석문학기념사업운영위원회         | 시집                       | 백석 시인의 문학정신을 기념 |
| 백신애 문학상      | 2008년 | 백신애 기념사업회                  | 소설가                     | 백신애 소설가 탄생 100주년을 기념 |
| 소월시문학상       | 1986년 | 문학사상사                         | 시인                       | 소월 김정식 시인의 시정신을 기리고 계승 |
| 수주문학상         | 1999년 | 부천시                             | 시인                       | 변영로 시인의 문학정신을 기리고 계승 |
| 신동엽문학상       | 1982년 | 신동엽 시인 유족 및 창비           | 시집, 소설                 | 신동엽 시인의 문학과 문학정신을 기리고 역량있는 문인을 지원                                                                                           |
| 오늘의 작가상      | 1977년 | 민음사                             | 소설                       | 시대 정신을 수렴하고 심미성의 사회적 소통을 지향 |
| 오장환문학상       | 2008년 | 실천문사                           | 시                         | 모더니스트이자 리얼리스트였던 오장환 시인을 기리고자 제정                                                                                             |
| 윤동주문학상       | 1985년 | 한국문인협회                       | 시조                       | 윤동주 정신 계승 |
| 월탄문학상         | 1966년 | 월탄문학상 운영위원회              | 시, 소설, 비평             | 월탄 박종화의 문학 정신을 기림. |
| 이산문학상         | 1989년 | 이산문학상 운영위원회 문학과지성사 | 시, 소설                   | 이산 김광섭의 문학적 업적과 그 정신을 기념, 2007년까지 시행                                                                                           |
| 이상문학상         | 1977년 | 문학사상사                         | 소설                       | 이상 소설가를 기념, 저작권 문학사상사에 귀속 |
| 이육사 문학상      |        |                                    |                            | |
| 이형기문학상       | 2006년 | 현대시                             | 시                         | 이형기 시인의 시적 성취를 기리는 문학상 |
| 정지용 문학상      | 1989년 | 옥천군과 지용회                    | 시                         | 정지용의 문학적 성과와 문학사적 위치를 기념 |
| 지훈상             | 2001년 | 나남문화재단                       | 문학(시) 국학              | 조지훈의 문학적 업적과 역사적 의의를 기념하여 그에 맞는 문학인과 국학자에게 시상                                                                      |
| 천강문학상         | 2009년 | 의령군 천강문학상운영위원회        | 문학작품                   | 의병장 곽재우의 숭고한 뜻과 나라사랑의 충의정신 함양과 문학의 저변확대와 우수 문인 배출은 물론 인물의 고장인 청정 의령의 가치를 전파하기 위하여 시상. |
| 팔봉비평문학상     | 1989년 | 한국일보                           | 평론                       | 팔봉 김기진의 문학적 업적을 기려 그 비평정신에 걸맞은 훌륭한 비평가에게 수여                                                                          |
| 한겨레문학상       | 1996년 | 한겨레신문사                       | 소설                       | |
| 한국문학상         | 1964년 | 한국문인협회                       | 문학작품                   | 한국 문학에 두드러진 작품 선정 |
| 한국 문학작가상    |        |                                    |                            | |
| 한국소설문학상     | 1975년 | 한국소설가협회                     | 소설가                     | 한국소설의 위상을 높인 소설을 선정, 시상 |
| 한국시인협회상     | 1947년 | 한국시인협회                       | 시인                       | 한국시사에서 독특한 세계를 확립했고 시문학사적 위치를 갖는 시인을 선정                                                                                |
| 한국 시조 문학상   |        |                                    |                            | |
| 한국 아동 문학상   |        |                                    |                            | |
| 한국 인터넷 문학상 |        |                                    |                            | |
| 한국 판타지 문학상 |        |                                    |                            | |
| 한국 펜 문학상     |        |                                    |                            | |
| 한국일보 문학상    | 1968년 | 한국일보                           | 소설                       | 상업성과 문단분파를 초월한 순수한 문학성을 기준으로 소설 작품을 선정                                                                                  |
| 현대문학상         | 1956년 | 현대문학                           | 시, 소설, 희곡, 비평       | 우수한 한국 문학 작품을 선정 |
| 현대시작품상       | 2000년 | 현대시                             | 시                         | 문학적 성취가 뛰어난 시 작품을 선정하여 시상 |
| 현대시학작품상     | 1970년 | 현대시학                           | 시                         | 성숙기에 접어들어 작품의식이 고조되고 있는 등단 5~15년 내외의 시인들을 대상으로 뛰어난 작품을 선정                                                    |
| 현진건문학상       | 2009년 | 현진건문학상위원회                 | 단편 소설                  | 현진건 소설가의 문학적 업적을 기념 |
| 황산벌청년문학상   | 2015년 | 경향신문, 은행나무출판사           | 장편 소설                  | 한국문단을 이끌 새로운 작품과 작가를 발굴하고 재능 있는 작가들의 지속적인 활동 지원                                                                   |
| 황순원문학상       | 2001년 | 중앙일보                           | 중편, 단편 소설            | 황순원 소설가의 문학적 업적을 기념 |

## 독일의 문학상
- 게오르크 뷔히너 상 (Georg-Büchner-Preis)
- 알프레드 되블린 상 (Alfred-Döblin-Preis)
- 횔덜린 상 (Friedrich-Hölderlin-Preis)

## 미국의 문학상
- 퓰리처 상 (Pulitzer Prize)
- 전미도서상 (National Book Award)

## 영국의 문학상
- 부커 매코넬 상 (Booker McConnell Prize)
  - 맨부커 국제상

## 일본의 문학상
- 아쿠타가와상
- 나오키상

## 프랑스의 문학상
- 공쿠르 상 (Prix Goncourt)
- 페미나 상 (Prix Fémina)
- 르노도 상 (Prix Renaudot)
- 쥘 베른 상 (Prix Jules Verne)

## 참고 문헌
- 이 문서에는 다음커뮤니케이션(현 카카오)에서 GFDL 또는 CC-SA 라이선스로 배포한 글로벌 세계대백과사전의 내용을 기초로 작성된 글이 포함되어 있습니다.